# دجاج بريس

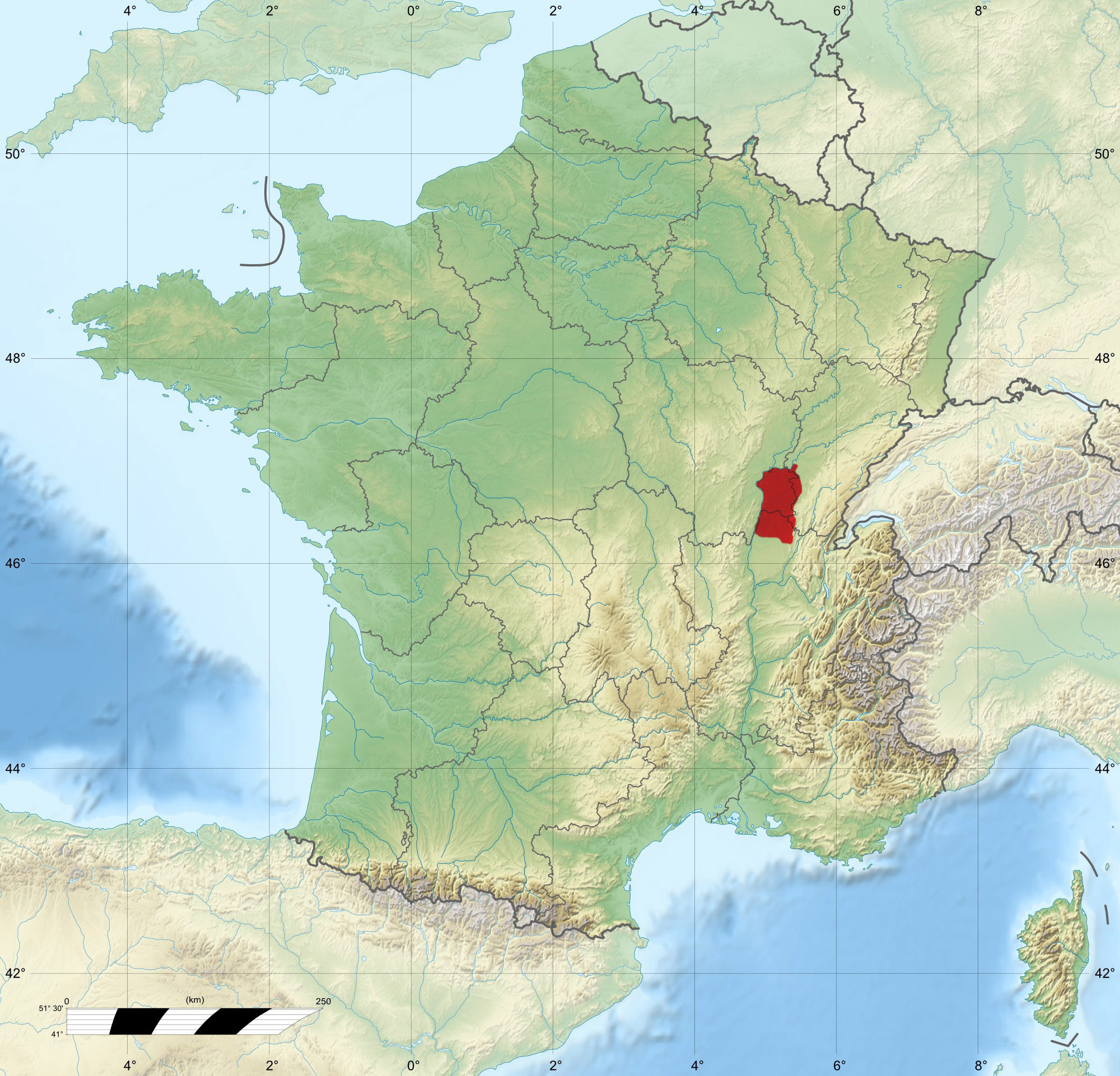
الحدود التقريبية لإنتاج بوليه دي بريس (باللون الأحمر)

«دجاجة بريس» أو دجاجة بريس البيضاء (بالفرنسية Poule Bresse) أو دجاجة بريس غولواز The Bresse Gauloise، هو اسم نوع من سلالات الدجاج الأبيض في منطقة بريس الفرنسية، غالبا ما يطور أو يحسن أو يهجن هذا النوع من الدجاج من سلالة «دجاجة بريس غولواز» (Bresse Gauloise) في منطقة بريس بوسط غرب فرنسا.
تمتعت دواجن منطقة بريس منذ فترة طويلة بسمعة حسنة على رأسها هذه السلالة المنتجة للبيض من الحجم الكبير واللحم.
وصف دجاج بريس بأنه «ملكة الدواجن ودواجن الملوك». حصل اسم Volaille de Bresse، المستخدم في كل من منتجات الدجاج والديك الرومي dinde de Bresse، في المنطقة، على حماية قانونية في 22 ديسمبر 1936؛
أصبح هذا بمثابة تسمية d'origine contrôlée (AOC) «الأصول المحمية» وذلك في عام 1957
اليوم تتمتع بوليت دي بريس بشهرة كونها أفضل دواجن ذات جودة ممتازة في العالم. رئيس الطهاة جورج بلانك، وهو من بورغ-أون-بريس الذي كان رئيسًا للجنة Comité Interprofessionnel de la Volaille de Bresse، وهي الجمعية التي تشرف على المنتوج منذ عام 1986. وصف آلان ديفيدسون بوليت دجاج بريس بأنه «هو دجاج المائدة الأرستقراطية من لحوم دواجن المائدة الحديثة»، واختارها هيستون بلومنتال واحدا من الأطباق في كتابه «البحث عن الكمال».

## الاستعمال الفلاحي
تربى دجاجة بريس للاستعمال المزدوج، بين اللحم وانتاج البيض أساسا، إنتاجها عالي للبيض في الظروف والعناية الجيدة، قد تصل إلى بيضة كل يوم أو بيضة كل يومين على مدار السنة. قد يصل وزن البيضة بين 60 و70غرام.
```
أنثى دجاج بريس من الصعب أن تحضن البيض في الغالب.
[
5
]
```

## روابط متعلقة
- معلومات عن فلاحة الدواجن الفرنسية-سلالات الدجاج في الموقع الفلاحي الأوروبي: (دجاج بريس
- عن دجاجة بريس، معايير طريقة تربيتها لتكون أفضل منتوج لأطباق الطعام الراقية